# Цераская, Лидия Петровна
Ли́дия Петро́вна Цера́ская (23 июня 1855, Астрахань — 22 декабря 1931) — российский советский астроном. Супруга астронома Витольда Карловича Цераского.

## Биография
Окончила Женские педагогические курсы в Петербурге. С 1875 по 1916 год — учительница французского языка в средних учебных заведениях. С 1898 года совместно с мужем В. К. Цераским приступила к работе по поиску новых переменных звёзд и уже в июне этого года при сравнении фотопластинок обнаружила переменную X Цефея. С этого времени её имя тесно связано с историей Московской обсерватории (ныне Государственный астрономический институт имени П. К. Штернберга).
В период болезни мужа, с 1916 по 1925 год, научной работой не занималась, но после его смерти, получив за него пенсию Наркомпроса, вернулась к наблюдениям. Всего открыла 219 переменных звёзд, в том числе много короткопериодических цефеид. Её работа была отмечена премией Русского астрономического общества. Также интересовалась естествознанием: существуют записи о передаче ею в Народный университет Шанявского небольших коллекций ископаемых и растений.
Умерла в 1931 году. Похоронена на Ваганьковском кладбище (2-й участок).

## Память
В честь Лидии Цераской назван кратер «Цераская» на Венере.